# Rimo Mungkur
Rimo Mungkur is een bestuurslaag in het regentschap Deli Serdang van de provincie Noord-Sumatra, Indonesië. Rimo Mungkur telt 256 inwoners (volkstelling 2010).